# Kritikalität
Kritikalität bezeichnet in der Kerntechnik sowohl die Neutronenbilanz einer kerntechnischen Anlage als auch den kritischen Zustand eines Kernreaktors oder einer Spaltstoffanordnung.
Eine Anordnung ist kritisch, wenn pro Zeitspanne ebenso viele freie Neutronen erzeugt werden, wie durch Absorption und Leckage (d. h. Verlust nach außen) verschwinden. Der kritische Zustand ist der normale Betriebszustand eines Kernreaktors, in dem eine sich selbst erhaltende Kettenreaktion abläuft. Der Neutronenfluss und damit die erzeugte Leistung, also die pro Zeitspanne freigesetzte Wärmeenergie, können dabei höher oder niedriger sein; Kritikalität bedeutet nur, dass diese Größen zeitlich gleich bleiben.

## Neutronenbilanz
Die Neutronenbilanz wird zahlenmäßig ausgedrückt durch den Multiplikationsfaktor k. Dies ist die Anzahl der Neutronen in der folgenden „Generation“ pro Neutron der jetzigen Generation, oder die Anzahl neuer Spaltungen pro gespaltenem Kern. In der Praxis wird statt k meist die Reaktivität ρ =  (k − 1)/k betrachtet.
- Überwiegt in der Neutronenbilanz der Neutronenverlust (k < 1), handelt es sich um eine unterkritische Anordnung.
- Eine kritische Anordnung wird bei ausgeglichener Neutronenbilanz (k = 1) erreicht.
- Ist die Neutronenerzeugung größer als der Neutronenverlust (k > 1), spricht man von einer überkritischen Anordnung.

Mehr als 99 % der bei der Kernspaltung erzeugten Neutronen werden innerhalb von 10−14 Sekunden nach der Spaltung emittiert (prompte Neutronen), der Rest erst nach einigen Millisekunden bis Minuten. Diese verzögerten Neutronen tragen einen Anteil β zum Multiplikationsfaktor k bei, der vom Spaltmaterial abhängt. Bei 235U beträgt er etwa 0,75 %, bei 233U und bei 239Pu etwa 0,25 bis 0,3 %.

### Verzögert kritisch
Der oben beschriebene kritische Zustand mit konstanter Leistung, k = 1, bezieht sich auf alle Neutronen einschließlich der verzögerten. Er kann daher genauer als verzögert kritisch bezeichnet werden.

### Verzögert überkritisch
Eine Anordnung mit 1 < k < 1 + β ist verzögert überkritisch, d. h. die Reaktorleistung steigt an, aber nur durch die Wirkung der verzögerten Neutronen und deshalb mit deren Zeitkonstante (im Sekundenbereich), so dass der Reaktor mit technischen Mitteln regelbar bleibt. Dieser Bereich wird zum „Anfahren“ des Reaktors und Erhöhen des Leistungsniveaus bis zur Nennleistung benutzt.

### Prompt kritisch
Mit k = 1 + β genügen die prompten Neutronen alleine zur Aufrechterhaltung der Kettenreaktion. Der Zustand ist unsicher, da die kleinste zufällige Erhöhung von k die Anordnung prompt überkritisch macht. Da solche zufälligen kleinen Schwankungen immer auftreten, ist die prompte Kritikalität die Grenze, bei deren Erreichen ein Reaktor „durchgeht“.

### Prompt überkritisch
Eine Anordnung mit k > 1 + β ist prompt überkritisch, d. h. der Neutronenfluss und damit die Leistung steigt schon durch die prompten Neutronen allein exponentiell an. Die entsprechende Zeitkonstante ist bestimmt durch die mittlere Lebensdauer der freien Neutronen, die z. B. in einem moderierten Reaktor etwa 1,4 Millisekunden beträgt. Dieser äußerst schnelle Anstieg führt bei fast jedem Reaktortyp zu einer sehr weit gehenden Leistungsexkursion, denn er ist mit äußeren technischen Mitteln nicht mehr schnell genug beeinflussbar. Die Folge ist eine mehr oder weniger explosive Selbstzerstörung der Anordnung mit schweren Auswirkungen auf die Umgebung. Bei den meisten Reaktoren muss prompte Überkritikalität deshalb unbedingt vermieden werden, vgl. Bethe-Tait-Störfall.
Die einzige Ausnahme bilden bestimmte Forschungsreaktoren, bei denen „Pulse“ prompter Überkritikalität (Prompt Bursts) erzeugt und genutzt werden. Dazu ist ein negativer Temperaturkoeffizient der Reaktivität erforderlich, der die Reaktivität bei steigender Temperatur schnell sinken lässt, wodurch ein solcher Reaktor genügend schnell wieder unterkritisch wird. Ein Beispiel ist der Forschungsreaktor-Typ TRIGA.
Kernwaffen sind zwischen Zündung der konventionellen Sprengladung und nuklearer Explosion sehr kurzzeitig aber weit prompt überkritisch.

### Dollar
Der Unterschied β der Kritikalität zwischen verzögert kritisch und prompt kritisch wird in der englischsprachigen Literatur als 1 Dollar bezeichnet, unterteilt in 100 Cent. Die Benennung „Dollar“ soll Louis Slotin vorgeschlagen haben.
Zum Beispiel werden die Reaktivitätswerte von Steuerstäben praktischerweise in Cent angegeben. Die Reaktivitätswerte sind näherungsweise additiv, d. h. das Einfahren zweier Absorberstäbe von z. B. je 5 Cent bewirkt eine Reaktivität von −10 Cent. Schätzungen gehen davon aus, dass beim Störfall von Tschernobyl für kurze Zeit eine zusätzliche Reaktivität im Bereich mehrerer Dollar vorlag.

## Kritikalitätsstörfall
Bei Reaktoren wird eine ungewollte oder leichtfertig herbeigeführte positive Reaktivitätszufuhr vom kritischen Normalbetrieb aus – also verzögerte oder gar prompte Überkritikalität – als Reaktivitätsstörfall bezeichnet. Der SL-1-Unfall am Idaho National Laboratory im Jahre 1961 und die Katastrophe von Tschernobyl im Jahre 1986 waren Reaktivitätsstörfälle, die den Reaktor zerstörten. Die meisten heute in Betrieb befindlichen Leistungs- und Forschungsreaktoren haben negative Rückkopplungen, welche physikalisch zwangsläufig eine einmal eingetretene Überkritikalität wieder rückgängig machen. Am bekanntesten darunter ist der Dampfblasenkoeffizient, welcher beim RBMK („Tschernobyl-Typ“) positiv, bei den meisten anderen Kernreaktoren jedoch negativ ist. TRIGA-Forschungsreaktoren können durch den stark negativen Temperatur-Reaktivitäts-Koeffizienten sogar gefahrlos für Sekundenbruchteile prompt kritisch werden, bevor sie sich selbsttätig durch physikalische Gesetzmäßigkeiten wieder herunterregeln.
Bei anderen kerntechnischen Anlagen, die im Normalbetrieb weit unterkritische Anordnungen sind (z. B. Wiederaufarbeitungsanlagen oder Brennelementfabriken), ist der Begriff Reaktivität wenig gebräuchlich. Der Störfall durch (Über-)Kritikalität heißt hier Kritikalitätsstörfall,  wie beispielsweise der Nuklearunfall von Tōkaimura 1999, bei dem zwei Techniker einer Brennelementefabrik tödliche Strahlenvergiftungen erlitten. Frühe Unfälle vergleichbarer Art mit tödlichem Ausgang ereigneten sich z. B. 1945 (Harry Daghlian) und 1946 (Louis Slotin) an der Versuchseinrichtung Demon Core im Los Alamos Laboratory. Zur Vermeidung derartiger Störfälle ist es üblich, den spaltbaren Materialien Neutronengifte beizumischen und alle Berechnungen und Messungen mit entsprechenden Sicherheitsmargen durchzuführen. Neutronenreflektoren und eine Veränderung der physischen Form (z. B. von Ring zu Kugel) können jedoch zu sehr drastischen Leistungsexkursionen führen.